# Martin Thomas Andersen
Martin Thomas Andersen er en dansk fodboldspiller (født 1989) som har spillet hos FC Græsrødderne siden foråret 2019.
Martin Andersen tilsluttede sig holdet i Serie 1 og var med til oprykningen til Københavnerserien. Holdet nåede 2 sæsoner i rækken, inden de trak holdet og besluttede, at spille Old Boys fra efteråret 2021.
Martin Andersen spiller normalt midterforsvar eller central midtbane. Han debuterede dog som angriber i Old Boys Landspokalen i en 0-3 sejr over IF Bytoften. Her blev det til 2 assist.
Foruden sin tid hos FC Græsrødderne har han tidligere spillet Sjællandsserie for FK Sydsjælland 05 & Stenløse BK.
Han er desuden cheftræner for FK Sydsjælland 05 og har været det siden efteråret 2019.
Martin Thomas Andersen medvirkede som brøndbyspiller i den danske familiefilm Af Banen  fra 2005.